# Jan Sobczak (pisarz)
Jan Sobczak (ur. 1965) – polski pisarz, autor m.in. znanej powieści Dryf (1999), o hippisach z lat 80.
Wydał także Powieść i inne opowiadania (1995).
Związany z Siedlcami. Mieszka w Zalesiu Górnym.